# Una Merkel

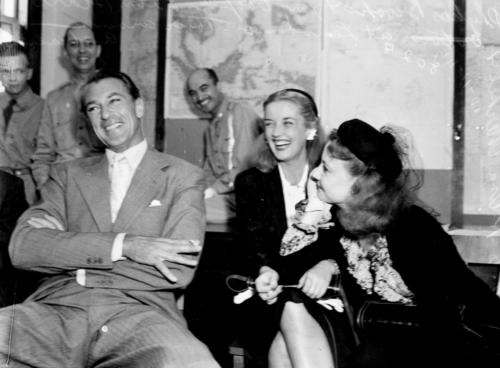
Una Merkel (derecha) con Phyllis Brooks y Gary Cooper en una conferencia de prensa en Brisbane.

Una Merkel (nacida Una Kohnfelder; Covington, Kentucky, 10 de diciembre de 1903 - Los Ángeles, 2 de enero de 1986) fue una actriz estadounidense.

## Biografía
Merkel se parecía físicamente a la actriz Lillian Gish, y este parecido le permitió comenzar su carrera como doble de Gish en la película Way Down East de 1920 (también trabajó como doble de Gish en El viento en 1928). Trabajó en algunas películas de la era muda, incluyendo Love's Old Sweet Song (1923) filmada por Lee DeForest con el sistema de grabación Phonofilm sound-on-film, y coprotagonizada por Louis Wolheim y Donald Gallaher. Sin embargo, la mayor parte del tiempo trabajó en Broadway.
Merkel regresó a Hollywood y consiguió su mayor éxito con la llegada del cine sonoro.
Interpretó a Ann Rutledge en Abraham Lincoln (1930), dirigida por D.W. Griffith. Durante la década de los treinta, Merkel llegó a ser una secundaria famosa en varias películas, en el papel de la amiga chistosa de la protagonista, acompañando a actrices como Jean Harlow, Carole Lombard, Loretta Young y Dorothy Lamour.
Merkel fue una actriz de MGM desde 1932 hasta 1938, apareciendo en unas doce películas en un año, a menudo "en préstamo" para otros estudios. Fue actriz protagonista en varias películas de Jack Benny, Harold Lloyd y Charles Butterworth.
Uno de sus trabajos más famosos fue en el western Destry Rides Again (1939) en el que su personaje, Lillibelle se enzarza en una pelea con Frenchie (Marlene Dietrich) por los pantalones de su marido. Trabajó en la película de 1940 The Bank Dick, un guion de W.C. Fields.
En el clásico del musical 42nd Street (1933), Merkel hacia de la corista mejor amiga de Ginger Rogers. Trabajó en las versiones de 1934 y 1952 de la película The Merry Widow, interpretando diferentes papeles en cada una.
Su carrera en el cine fue en declive durante la década de los 40. Continuó trabajando pero en producciones menores. En 1950 fue la actriz protagonista en una comedia de béisbol de William Bendix, Kill the Umpire. Fue un sorprendente éxito. Durante un tiempo protagonizó papeles de mujer de mediana edad y de tía solterona, y en 1956 ganó un premio Tony por su papel en la obra de Broadway The Ponder Hart. Hizo un papel importante en la película de la MGM de 1959 The Mating Game como la mujer de Paul Douglas y madre de Debbie Reynolds. Fue nominada a los premios de la academia como mejor actriz secundaria por su papel en Summer and Smoke (1961)
Su último papel fue en la película de Elvis Presley Spinout (1966). Una Merkel tiene una estrella en el Paseo de las Estrellas de Hollywood en el n.º 6230 de Hollywood Boulevard. Murió a los 82 años.

## Premios y distinciones
Premios Óscar
| Año  | Categoría               | Película      | Resultado |
| ---- | ----------------------- | ------------- | --------- |
| 1962 | Mejor actriz de reparto | Verano y humo | Nominada  |